# Hemichromis letourneuxi
Hemichromis letourneuxi Sauvage, 1880 è un pesce di acqua dolce appartenente alla famiglia Cichlidae ed alla sottofamiglia Pseudocrenilabrinae.

## Descrizione
Il corpo è compresso lateralmente, piuttosto allungato. La colorazione è abbastanza sgargiante: il corpo è coperto di diverse macchie azzurrine, mentre il colore di base è arancione con possibili sfumature più pallide nella femmina. Le pinne sono dello stesso colore del corpo e coperte di macchioline azzurre, la pinna caudale ha una forma arrotondata. Sull'opercolo ed al centro del corpo ci sono delle macchie nere piuttosto ampie. Di solito questa specie non supera i 12 cm.

## Distribuzione e habitat
È una specie di acqua dolce diffusa lungo il corso del Nilo, dal Sudan sino all'Egitto. A causa del fatto che è stato frequentemente esportato per l'acquariofilia ed a volte rilasciato nei fiumi, è diffuso anche in Florida.

## Acquariofilia
Come molti Ciclidi, questo pesce presenta un'aggressività soprattutto intraspecifica.
Non va tenuto con gamberetti di acquario come caridine e  neocaridine, perché se ne nutrirebbe. Va inoltre ricordato che tende a scavare nel substrato.